# Michael Behm (Schauspieler)
Michael Behm (* 10. Juli 1984 in Potsdam) ist ein ehemaliger deutscher Kinderdarsteller sowie Gitarrist und Tontechniker.

## Schauspiel
Michael Behm spielte 1999 von Folge 29 bis 57 die Rolle Pascal Merten in der Kinder- und Jugendserie Schloss Einstein.

## Musik
2004 gewann Behm mit der Berliner HipHop-Band Klartext den  Berlin- und Deutschlandausscheid, beim weltweit stattfindenden Emergenza Festival für Nachwuchsbands.
Nach dem Abitur begann er an der Hochschule für Musik Franz Liszt Weimar, Jazzgitarre zu studieren. Hier konnte er 2010 das Diplom ablegen.
2005 veröffentlichte Behm mit Klartext sein erstes Album DerRedeWert. Im  August 2009 erschien das zweite Album dieser Band mit dem Titel Kleinvieh macht auch Hits bei RECORD [ 1fourFIVE ]. Nach der Trennung der Band arbeitete Behm in kleinen Besetzungen im Jazz-Bereich, im Tonstudio als Audio Engineer sowie als Gitarrenlehrer. 
Im September 2014 erschien sein erstes Soloalbum mit dem Titel She’s Coming Home.

## Filmografie
- 1999: Schloss Einstein als Pascal Merten

## Diskografie
- 2005: mit Klartext, DerRedeWert
- 2009: mit Klartext, Kleinvieh macht auch Hits
- 2014: She’s Coming Home